# キム・テウ
キム・テウ （朝: 김태우、漢: 金泰佑、1981年5月12日 - ）は、 韓国の歌手である。
音楽グループgodのメインボーカル。Soulshop Entertainment所属(個人活動)。身長190cm。既婚。

## 人物・経歴
1999年1月にgod 1集「Chapter One」でデビュー。
2006年のgod活動休止以降はソロ歌手、ミュージカルでも活動。
2015年現在、godのメインボーカル兼メインプロデューサーとして活動。
2005年発売のgod7集を最後にJYPエンターテインメントを離れ、Polarisエンターテインメントに移籍。
2011年に独立し、「Soulshop Entertainment」を設立。
ソロ歌手としては2006年に第1集ソロスペシャル「言いたいこと」を発表して活動を開始した。
2007年、デジタルシングルアルバム"Be alright"を発表後、韓国陸軍に入隊。
陸軍27歩兵師団 （勝つ部隊）捜索大隊に所属し、2007年3月20日～2009年2月28日の期間で兵役(現役)の義務を終えて転役した。
その後芸能界に復帰し、2009年5月にgodのメンバーたち(パク・ジュンヒョン、デニー・アン、ソン・ホヨン)をフィーチャリングしたデジタルシングルアルバム「記憶と思い出」を発表。
同年9月3日にデジタルシングルアルバム「T-Virus」発表し、KBS「ミュージックバンク」で復帰し、タイトル曲の「愛の雨」が大ヒットを記録。
近年はプロデューサー業にも進出。god8集にもプロデューサーとしても参加した。
韓国系アメリカ人のメーガン・リー (en) を2014年に、元DMTNのメインボーカルだったKIXSを2015年にデビューさせている。
2011年12月26日に一般人女性と結婚。2女1男の父。
身長190cmの巨大な体躯が熊を彷彿とさせるため、「コム(熊)」「コムテウ(熊テウ)」とあだ名されることもある。

## 学歴
- ヒョンゴク小学校
- ヒョンゴク中学校
- 一山洞（イルサンドン）高等学校
- 慶煕大学校ポストモダン学科学士
- 慶煕大学言論情報大学院文化コンテンツ学科

## ディスコグラフィ

### アルバム
- Solo Special - 言いたいこと ： 2006年10月26日発売
- T-School 2011年3月29日発売(1万枚限定ゴールドパッケージとシルバーパッケージ)
- T-Road2015年6月18日発売
- T-WITH2017年7月発売

### ミニアルバム
- T-Virus： 2009年9月3日発売
- T-Love： 2013年2月20日発売

### デジタル配信
1. "Be alright" - 2007年
2. "記憶と思い出" - 2009年5月
3. "사랑눈 愛の雪 " -2009年12月15日
4. "異端サイドキックプロジェクト vol.1-私を見ると哀しくて " 2012年10月4日
5. "밥&김 " (바비킴&김태우) - 그런걸(girl)-2012年11月29日
6. "Lovecoaster "(쑨난Sun nan & 김태우 Kim Tae Woo)-2013年2月
7. "Hitman Project #4 　Goodbye "-2013年4月19日
8. "ハクナマタタ (SBSアフリカ児童ボランティア番組企画)"-2013年11月11日
9. "ホホホホッパン"(withフィソン)-2014年1月17日
10. "私たち"(with G.NA)-2014年9月18日
11. "二人なら"-2014年12月16日

### ドラマ
1. 神々の晩餐：だから走る
2. 紳士の品格：High High
3. 個人の趣向：雨が降って　あなたという翼
4. IRIS：夢を見る
5. 武士・ペクドンス：Falling In Love
6. 未来の選択：My Lady
7. ママはシンデレラ：SKy High
8. BIG MAN:Con amore mio
9. 職場の神：私はバカだ
10. 夜警日誌：君だから
11. 僕には愛おしすぎる彼女：あなただけ
12. ファジョン：錆
13. アイマ(オンラインゲーム)：Glory

### 映画
세상에서 가장 아름다운이별（世界で一番美しい別れ）: 늦기전에（遅れる前に）2011年

## コンサート
- キム・テウ　Soul Shopping - MIDNIGHT CONCERT　(2006年12/22-24,29-30)
- Stars on Stage(2009/5/26-30)
- 10月雪が降る胸に(2009/10/31-11/1)
- T-VIRUS SHOW(2009/12/18-19)
- キム・テウ＆フィソン　TWO MEN SHOW(2011/8/12-13)
- キム・テウ＆フィソン　TWO MEN SHOW　アンコール(2011/11/5-6)
- キム・テウ＆ボビーキム　The Vocalist-TWO MAN SHOW（ソウル・釜山・慶州・安養）(2012/12/22-29)
- White Romance with Kim Tae Woo(2013/3/14-15)
- 『T-LOVE』FIRST LIVE CONCERT IN JAPAN 2013(2013/12/6)
- キム・テウ　新年コンサート(2014/1/11)
- People Gate コンサート(2014/10/8)
- KIM TAE WOO Rockwood Music Hall Stage2(NewYork)(2014/11)
- 年越しコンサートin済州「最後の日記帳」(2014/12)
- 年越しコンサートinソウル「Begin Again」(2014/12)
- VOICE TO VOICEコンサート(2014/9、2014/12、2015/1)
- T-Road 全国ツアー(ソウル・蔚山・大田・釜山・昌原・全州・東京・一山)(2015/4-11)
- People Gate コンサート(2015/9)

## 出演

### テレビ
- 青春不敗（2009年 - 2010年、KBS）
- 大韓民国生態救助団ハンターズ（2009年、MBC）
- 音談悖說 (2014年 Mnet)
- ジャングルの法則・ソロモン諸島編(2014年9月SBS)
- Oh!My Baby(2014年10月-、 SBS)
- Theおいしいワンショット(2015年 Echannel)
- ジャングルの法則・ニカラグア編(2015年、 SBS)

## ミュージカル
- アルター・ボーイズ (2006年)
- THE LOST GARDEN (2013年-14年)

## 受賞一覧
- 2009年第1回Mnet Asian Music Awards バラード/ R＆B音楽賞
- 2010年第5回アジアモデル賞授賞式 BBF人気歌手賞
- 2010年第19回ソウル歌謡大賞 本賞

### 歌謡プログラム1位
| 年     | 受賞歴 |
| ------ | --- |
| 2009年 | - 愛の雨 - 10月2日 KBS 《ミュージックバンク》 K-Chart 1位 - 10月9日 KBS 《ミュージックバンク》 K-Chart 1位 - 10月15日 M.net 《M! CountdownM！》 1位 - 10月16日 KBS 《ミュージックバンク》 K-Chart 1位(3週連続) - 10月18日 SBS 《SBS人気歌謡》 ミュティズンソング - 10月25日 SBS 《SBS人気歌謡》 ミュティズンソング (2週連続) |